# Planètes à vendre
Pour les articles homonymes, voir À vendre.
Planètes à vendre (titre original Planets for Sale) est un roman de science-fiction, écrit en 1954 par A. E. van Vogt et Edna Mayne Hull, deux auteurs canadiens.
Ce roman est composé de cinq nouvelles d'Edna Mayne Hull parues dans la revue Astounding Stories :
- Competition (juin 1943) ;
- The Debt (décembre 1943) ;
- The Contract (mars 1944) ;
- Enter the Professor (janvier 1945) ;
- Bankruptcy Proceedings (août 1946).

La version américaine de 1954 (Planets for Sale) est publiée sous le seul nom d'Edna Mayne Hull et la version française de 1978 est publiée sous le seul nom d'A. E. van Vogt.

## Résumé
Un savant fou prend le contrôle d'une patrouille spatiale et met en danger la sécurité d'un système planétaire au complet. L'homme le plus puissant et le plus riche de la Galaxie s'attaquera au savant et aux politiciens véreux qui l'épaulent.